# Brunilda Paskali
Brunilda Paskali (ur. 5 września 1965 w Korczy) – albańska anglistka i ekonomistka, członkini Socjalistycznego Ruchu Integracji, wiceminister rozwoju gospodarczego, turystyki, handlu i przedsiębiorczości w latach 2013-2015. Działa na rzecz wzmocnienia pozycji kobiet na tle gospodarczym i społecznym.

## Życiorys
W 1987 roku ukończyła studia anglistyczne na Uniwersytecie Tirańskim, studiowała następnie na Uniwersytecie Norwich w Northfield. Od 1988 roku pracuje jako wykładowca na tirańskich uczelniach; przez wiele lat pracowała jako anglistka, od 2009 roku jest wykładowcą na Wydziale Psychologii tirańskiego Wisdom University.
W 2007 roku została członkiem prezydium Socjalistycznego Ruchu Integracji. Była doradczynią wicepremiera oraz ministra spraw zagranicznych Albanii w latach 2010-2011.
Od października 2013 do sierpnia 2015 była wiceministrem rozwoju gospodarczego, turystyki, handlu i przedsiębiorczości; w tym okresie współpracowała z wieloma różnymi albańskimi i międzynarodowymi organizacjami zajmującymi się wzmacnianiem pozycji zawodowej kobiet, uczestniczyła w wielu konferencjach ekonomicznych. Następnie od września 2015 do września 2017 pełniła funkcję wiceburmistrza Tirany. Dzięki jej wkładowi powstała grupa zrzeszająca kobiety należące do rad miejskich; projekt ten został wdrożony w innych albańskich miastach.
W styczniu 2018 roku została mianowana doradczynią prezydenta Albanii do spraw społecznych.